# Crotalus tzabcan
La víbora de cascabel yucateca (Crotalus tzabcan) es una especie de serpiente venenosa que pertenece a la subfamilia de las víboras de foseta. Es nativo del sureste de México, Belice, y Guatemala. Su nombre científico, "tzabcan", significa "serpiente de cascabel" en idioma maya. No existen subespecies reconocidas.

## Descripción
Tiene una cabeza con forma triangular que se diferencia claramente del resto del cuerpo. Los ojos tienen pupilas verticalmente elípticas. Poseen una foseta loreal entre los ojos y la narina. El dorso está recubierto de escamas con quilla que le dan una apariencia rugosa y con protuberancias. Posee una cresta espinal prolongada, especialmente visible en la parte frontal del cuerpo de los ejemplares de mayor tamaño. La mayoría de las escamas subcaudales y la escama anal no están dividas. Su coloración es café claro, grisácea o amarillenta con un patrón de 21 a 32 manchas romboides en color café oscuro, centro claro y bordes blancos a lo largo del dorso. Esta coloración puede volverse más clara u obscura hacia la parte de la cola, la cual frecuentemente es negra y termina con una prolongación queratinizada que suena al ser agitada, conocida como cascabel.

## Tamaño
Es un serpiente grande y pesada que puede llegar a medir entre 1.35 m y 1.66 m de LHC, aunque hay organismos de hasta 2 m. 

## Distribución y hábitat
Su área de distribución incluye la península de Yucatán en el sureste de México (Yucatán, Campeche, Quintana Roo y el este de Tabasco), el norte de Belice y el norte de Guatemala (Petén).

## Significado cultural
La palabra tzabcan significa "serpiente de cascabel" en el idioma maya. Para los mayas y sus descendientes, Crotalus tzabcan fue una serpiente muy venerada y se notó que muchos templos mayas tienen formas talladas de la serpiente de cascabel, aunque se desconoce su significado simbólico.  

## Taxonomía
Anteriormente, hasta 2004, la descripción de esta forma fue catalogada como subespecie nominal de la serpiente de cascabel tropical, C. durissus, y posteriormente como una subespecie de C. simus. Sin embargo, nuevos datos genéticos moleculares sugirieron que el taxón tzabcan debe ser considerado como una especie separada de C. simus.